# Буди-Шинчицькі
Буди-Шинчицькі (пол. Budy Szynczyckie) — село в Польщі, у гміні Чарноцин Пйотрковського повіту Лодзинського воєводства.
Населення — 89 осіб (2011).

## Демографія
Демографічна структура станом на 31 березня 2011 року:
|          | Загалом | Допрацездатний вік | Працездатний вік | Постпрацездатний вік |
| -------- | ------- | ------------------ | ---------------- | -------------------- |
| Чоловіки | 45      | 9                  | 32               | 4                    |
| Жінки    | 44      | 6                  | 28               | 10                   |
| Разом    | 89      | 15                 | 60               | 14                   |